# Phytocoris cortitectus
Phytocoris cortitectus är en insektsart som beskrevs av Knight 1920. Phytocoris cortitectus ingår i släktet Phytocoris och familjen ängsskinnbaggar. Inga underarter finns listade i Catalogue of Life.